# Monts Chic-Chocs
Monts Chic-Chocs är en bergskedja i provinsen Québec i Kanada. Den ligger på Gaspéhalvön, i den östra delen av landet, 800 km nordost om huvudstaden Ottawa. Högsta punkten i Monts Chic-Chocs är 1 268 meter över havet.